# Kościół św. Franciszka Salezego w Krakowie
Kościół św. Franciszka Salezego – zabytkowy kościół rzymskokatolicki i klasztor wizytek znajdujący się w Krakowie, w dzielnicy I Stare Miasto przy ul. Krowoderskiej 16, na rogu z ulicą Biskupią, na Piasku.
Budowę rozpoczęto w 1692, po tym, jak biskup krakowski Jan Małachowski sprowadził do Krakowa zakon wizytek w 1681. W 1695 budowę na podstawie planów Jana Solariego zakończono. Kościół odnawiał w latach 1875–1876 Tomasz Pryliński.
Fasada kościoła jest bezwieżowa i zwieńczona trójkątnym szczytem. Nawa nakryta sklepieniem kolebkowym na gurtach.
Do dziś zachowało się bogate barokowe wnętrze z malowidłami ukazującymi sceny z życia św. Franciszka Salezego i Joanny de Chantal (założycielki Wizytek), a w skarbcu także wiele tkanin i szat liturgicznych z XVIII wieku. W kościele znajduje się cudowny obraz Matki Boskiej Nieustającej Pomocy koronowany koronami papieskimi w 1929. Tutaj święcenia kapłańskie przyjął późniejszy prymas Polski August Hlond. W ogrodzie ponadto znajdują się barokowe kaplice, m.in. drewniana kaplica z Kalwarią. Na ścianie klasztoru znajduje się zegar słoneczny, na którym widnieje napis Życie sen krótki.

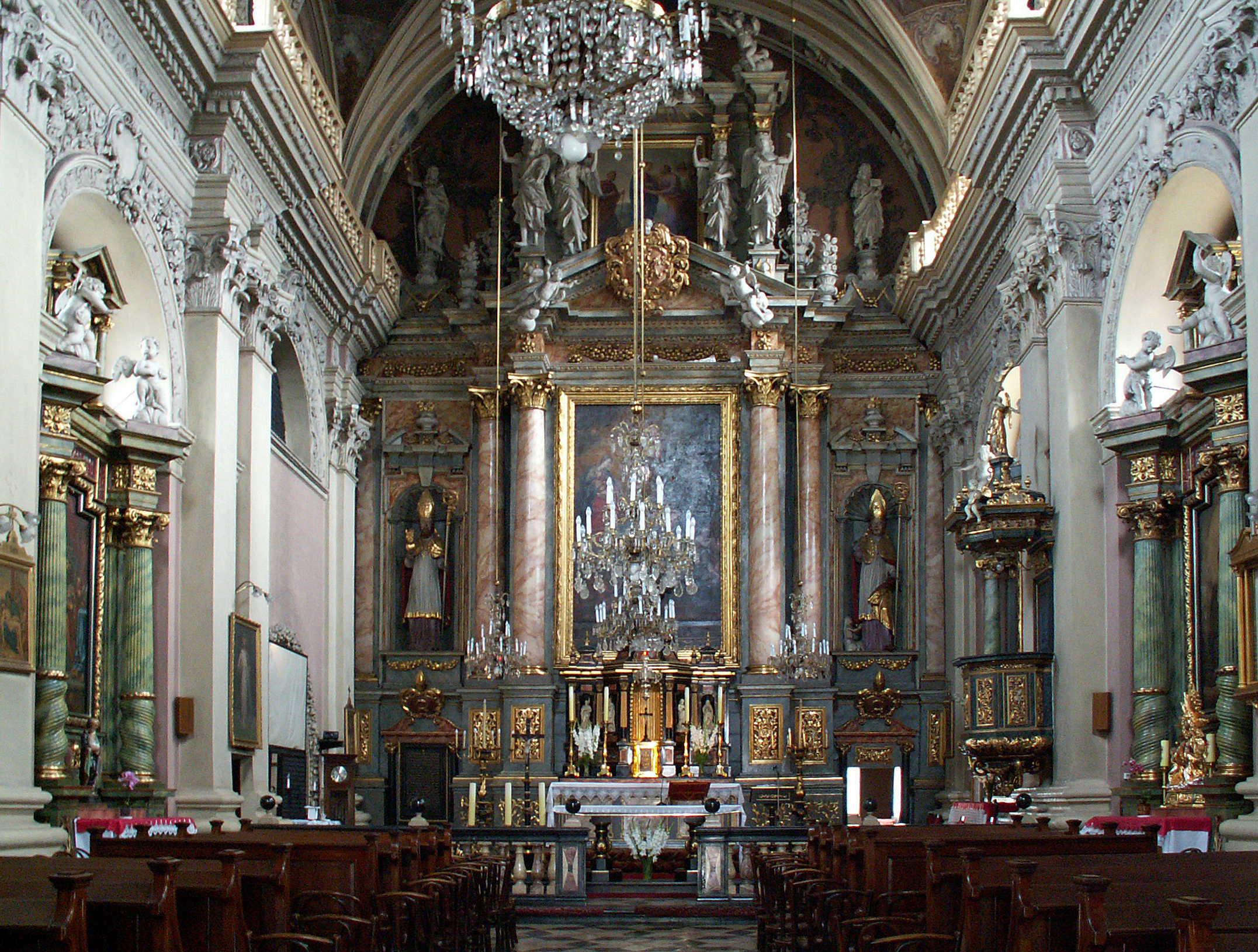
Wnętrze kościoła

W chórze zakonnym znajduje się serce biskupa fundatora Jana Małachowskiego. 
Od 1977 do 2017 roku rektorem kościoła znany był duszpasterz, ks. Mieczysław Maliński. 
18 lutego 1995 w kościele ślub wzięli przyszły prezydent RP Andrzej Duda i Agata Kornhauser-Duda.

## Odpust
- 24 stycznia – św. Franciszka Salezego
- 9 maja – św. Fruktuozego
- 31 maja – Nawiedzenie Najświętszej Maryi Panny (święto patronalne Sióstr)
- Uroczystość Najświętszego Serca Pana Jezusa (święto ruchome)
- 12 sierpnia – św. Joanny Franciszki de Chantal (przeniesione na najbliższą niedzielę)
- 14 października – św. Małgorzaty Marii Alacoque